# Rommelgem

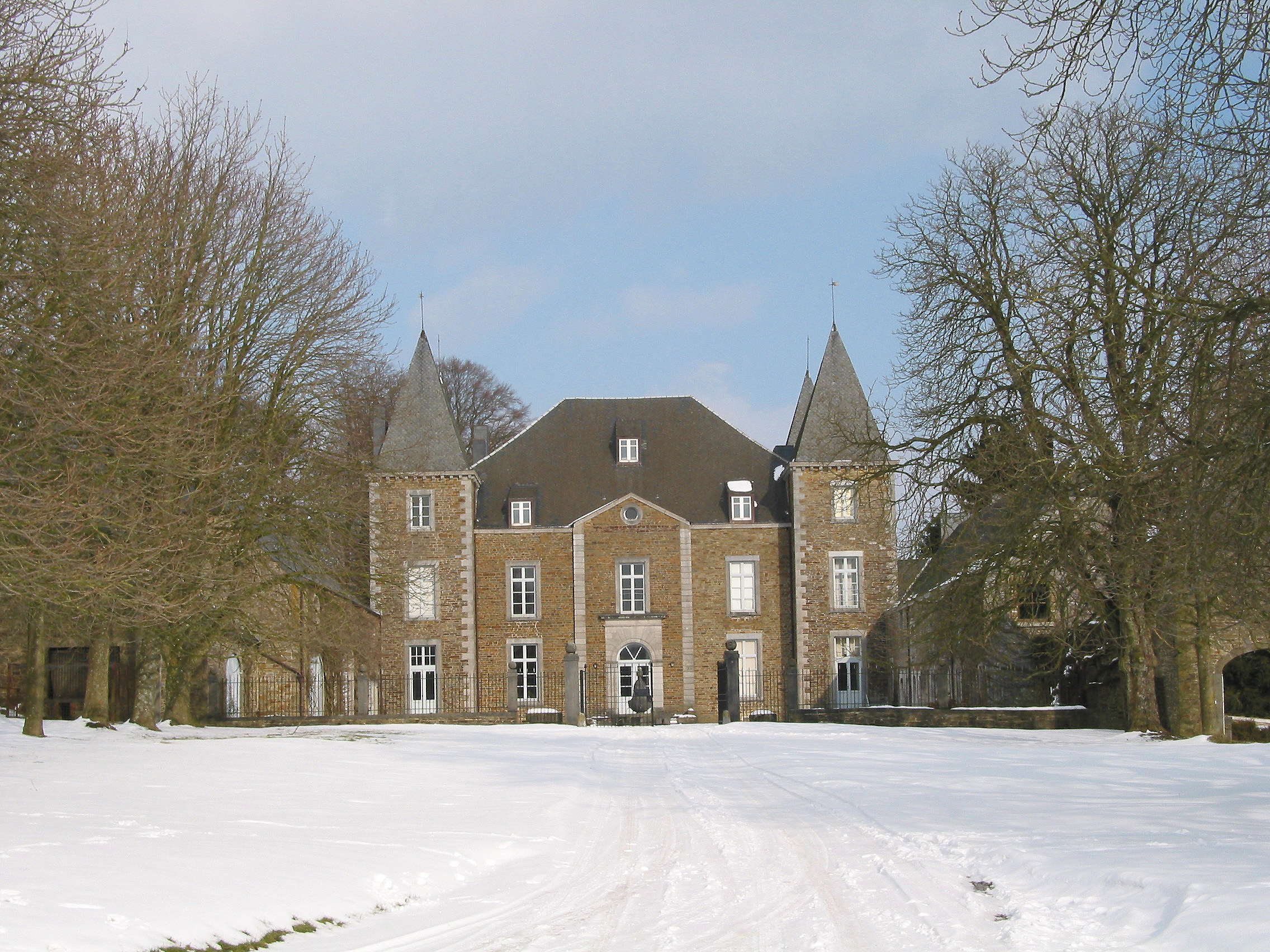
Het kasteel van Skeuvre

Rommelgem (Frans: Champignac-en-Cambrousse) is een fictief stadje waar veel van de verhalen uit de stripreeks Robbedoes en Kwabbernoot zich geheel of gedeeltelijk afspelen. Robbedoes en Kwabbernoot, de hoofdpersonages uit de strip, wonen zelf echter niet in Rommelgem.
De naam Rommelgem bestaat niet echt als toponiem. Het achtervoegsel -gem (dat "huis van" betekent) komt wel veel voor in namen van werkelijk bestaande plaatsen in met name Vlaanderen.

## Verhaallijnen
Rommelgem komt voor het eerst voor in het verhaal Er is een tovenaar in Rommelgem, getekend door André Franquin naar een idee van Henri Gillain.
De graaf van Rommelgem speelt in veel avonturen een rol, maar ook andere inwoners van Rommelgem komen in meerdere verhalen voor.
Het kasteel van Rommelgem is gebaseerd op een in het echt bestaand kasteel: het kasteel van Skeuvre in Natoye (Hamois).

## Vaste bewoners
- de burgemeester
- agent Jochem
- postbode Serafijn
- meneer Frunnik
- Planters (de zatlap), ook wel Pimpel genoemd